# Deltafunktion
En delta funktion er en matematisk funktion der antager en værdi ved nul, mens funktionsværdien er nul for alle andre værdier, se: 
- Kroneckers delta
- Diracs delta